# Théorie standard (linguistique générative)
En grammaire générative, la théorie standard est la première version de la théorie de la grammaire générative ; elle est développée en 1964 par Katz et Postal, et précisée par Chomsky en 1965. Elle postule que la structure profonde détermine entièrement et a priori le sens d'une phrase. Cette théorie est peu à peu supplantée par la théorie standard élargie qui émet l'hypothèse que la structure de surface contribue au moins pour partie à l'interprétation sémantique d'une phrase.